# ناصر فرهودی
ناصر فرهودی (زادهٔ ۱۲ آذر ۱۳۳۱ در دامغان – درگذشتهٔ ۱۳ مرداد ۱۳۹۶ در تهران) صدابردار و صداگذار موسیقی اهل ایران بود.

## زندگی‌نامه
در دوازدهم آذر ۱۳۳۱ خورشیدی در یک خانوادهٔ اهل هنر در شهر دامغان متولد شد و در سن یازده سالگی همراه با خانواده به شهر تهران نقل مکان کردند وی فارغ‌التحصیل در رشته الکترونیک (گرایش صدا) از دانشکده صدا و سیما می‌باشد. در سال ۱۳۵۱ و همزمان با تحصیل در سازمان صدا و سیما به عنوان کار آموز فعالیت عملی خود در رشته تحصیلی اش آغاز کرده و پس از پایان تحصیل به‌طور رسمی همکاری با این سازمان را آغاز نمود.
در سال ۱۳۵۵ به دعوت محسن کلهر به استودیو پاپ دعوت شد. وی در سال ۱۳۷۵ از سازمان صدا و سیما بازنشسته شد و تا آخر عمر در استودیو پاپ به فعالیت خود ادامه داد.

## تقدیر از وی
در سال ۱۳۹۴ در سومین جشن همدلی اهالی موسیقی ایران که در تالار وحدت برگزار شد در حضور چهره‌هایی همچون ناصر چشم‌آذر، فریدون خشنود، حبیب محبیان و میلاد کیایی از ناصر فرهودی به عنوان پیشکسوت عرصه صدابرداری ایران تقدیر به عمل آمد که ناصر چشم‌آذر با حضور در سن گفت: «از بودن در مجلسی که بزرگان موسیقی ایران در آن حضور دارند، سپاس‌گزار و خوشحالم.»

## موسیقی فیلم
وی کار جدی و حرفه‌ای را از سال ۱۳۵۹ و با ضبط موسیقی فیلم از از فریاد تا ترور ساخته منصور تهرانی آغاز کرد و تا پایان عمر کار ضبط موسیقی قریب به دویست فیلم و مجموعه تلویزیونی را انجام داد. وی در کنار ضبط حرفه‌ای موسیقی، صدابرداری موسیقی فیلم‌های بسیاری را به‌عهده داشته که از ردیف طولانی فیلم‌هایی که او کار ضبط موسیقی آن‌ها را انجام داده می‌توان به «من، ترانه ۱۵ سال دارم»، «اعتراض»، «دست‌های آلوده»، «سرعت»، «جنگ نفتکش‌ها»، «نیاز»، «خون‌بس»، «دوئل»، «پارتی»، «زمانی برای مستی اسب‌ها»، «عروس آتش»، «آنکه دریا می‌رود»، «سفر به چزابه» و «قرمز» اشاره کرد.
نگاهی گذرا به فعالیت‌های ناصر فرهودی در حوزه صدا روشن می‌کند که او توانسته در زمینه‌های متعددی در خدمت سینما و موسیقی ایران باشد. کارهایی که او انجام داده از قبیل ضبط موسیقی، صدابرداری موسیقی، ضبط استودیویی موسیقی، صدابرداری، صدابرداری سر صحنه و صدابرداری استودیویی، میکس صدا هر یک به‌نوبه خود امور فنی صدا را گامی به جلو برده‌است.
آخرین فعالیت وی صدابرداری فیلم بادیگارد از ساخته‌های ابراهیم حاتمی کیا می‌باشد.
- ضبط کلیهٔ آثار مجید انتظامی در سال‌های ۱۳۶۳ تا ۱۳۸۶ که در ایران ضبط شده‌اند و فیلم‌هایی همچون از کرخه تا راین، بوی پیراهن یوسف، آژانس شیشه‌ای، روز واقعه، دوئل و … بر عهده وی بوده‌است.[۲۰][۲۱]
- ضبط کلیهٔ آثار بابک بیات از سال ۱۳۶۲ با موسیقی فیلم نقطه ضعف تا پاپان عمر ایشان در سال ۱۳۸۵ و کارهایی همچون موسیقی فیلم‌های مسافران، کشتی آنجلیکا، دست‌های آلوده و … بر عهده وی بوده‌است.[۲۲]

## درگذشت

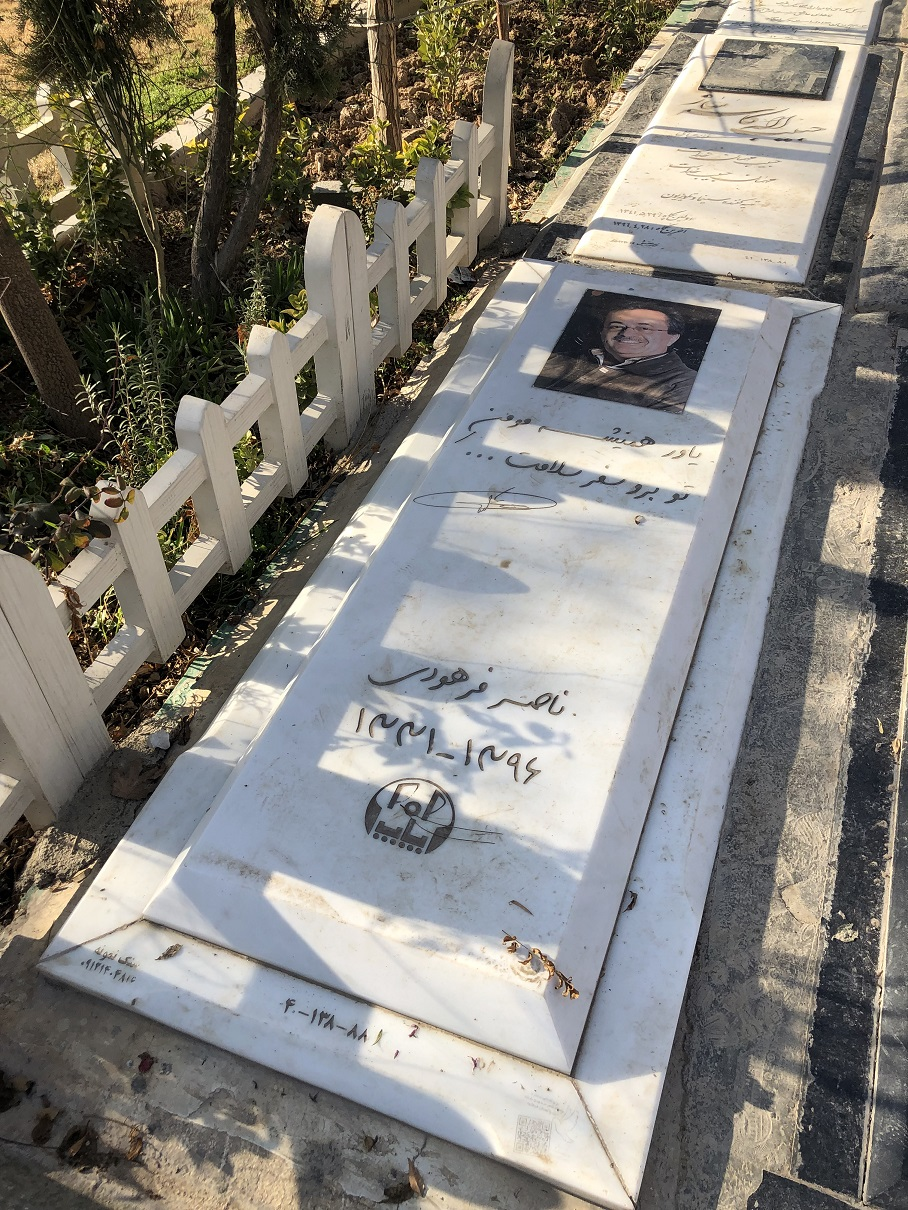
مزار ناصر فرهودی در قطعه هنرمندان بهشت زهرا

- ناصر فرهودی روز جمعه ۱۳ مرداد ۱۳۹۶ به دلیل ایست قلبی در بیمارستان دی تهران درگذشت.[۲۳][۲۴]
- مراسم تشییع پیکر ناصر فرهودی روز دوشنبه ۱۶ مرداد ۱۳۹۶ از ساعت ۹ صبح با حضور تعداد زیادی از هنرمندان در محوطه تالار وحدت تهران برگزار شد. در این مراسم سیروس الوند، محمد اصفهانی، حمیدرضا نوربخش، مانی رهنما، شهرام ناظری، سیدمحمد میرزمانی، نیما مسیحا، فریدون خشنود، مینو قاسم‌پور (همسر ناصر فرهودی) و میلاد فرهودی (پسر ناصر فرهودی) سخن گفتند. این مراسم با آواز خوانی شهرام ناظری و سعید شهروز همراه بود.[۲۵][۲۶] از هنرمندان حاضر در مراسم به افراد زیر می‌توان اشاره نمود:

مجید انتظامی، کامبیز روشن‌روان، تورج شعبان‌خانی، علی‌اکبر شکارچی، شراره دولت‌آبادی، حمید متبسم، همایون رحیمیان، محمدمهدی گورنگی، علی جعفری پویان، بابک ریاحی پور، علی دهکردی، علیرضا کهن دیری، کامران رسول‌زاده، یغما گلرویی، و …

پس از اجرای مراسم در مقابل تالار وحدت تهران، پیکر ناصر فرهودی برای خاکسپاری راهی بهشت زهرا شد و با همراهی هنرمندان در قطعه هنرمندان بهشت زهرا به خاک سپرده شد. در مراسم خاک سپاری ناصر فرهودی، چنگیز حبیبیان، حمیدرضا حامی، مهدی زکی‌زاده و بهنام بانی به آواز خوانی پرداختند.

- مراسم ترحیم ناصر فرهودی، روز سه شنبه ۱۸ مرداد ۱۳۹۶ از ساعت ۱۹:۳۰ تا ۲۱ در مسجد جامع شهرک غرب تهران با حضور بسیاری از هنرمندان برگزار شد. از جمله هنرمندان حاضر در این مراسم می‌توان به افراد زیر اشاره نمود:
[۲۹]

علی مرادخانی، فریدون شهبازیان، حسین علیزاده، چنگیز حبیبیان، رضا یزدانی، بیژن بیژنی، بیژن کامکار، مجید انتظامی، کارن همایونفر، محمدمهدی گورنگی، پیمان یزدانیان، قاسم افشار، بهروز رضوی، ناصر رحیمی، حافظ ناظری، محمد معتمدی، امین قباد، حمیدرضا حامی، فریدون خشنود، علی اوجی، عباس قادری، نیما مسیحا، بهنام بانی، یغما گلرویی، مانی رهنما، امید حاجیلی، روزبه بمانی، امیر تاجیک، بهروز صفاریان، محمدرضا عیوضی، علی لهراسبی، امیریل ارجمند، کریستف رضاعی، فرشید نوابی و ناصر چشم آذر و.... 

## بزرگداشت
مراسم بزرگداشت «ناصر فرهودی» روز چهارشنبه ۱۵ آذر ۱۳۹۶ ساعت ۱۷ تا ۱۹ در فرهنگسرای نیاوران، به همت استودیو پاپ و با همکاری بنیاد آفرینش‌های هنری نیاوران و وزارت فرهنگ و ارشاد اسلامی با حضور جمعی از هنرمندان موسیقی و سینما برگزار شد.
در سومین دورهٔ مراسم سال‌نوای موسیقی ایران، بزرگداشت ۴ هنرمند درگذشته از جمله «ناصر فرهودی» برگزار و از خانواده ایشان با اهداء تندیس یادبود قدردانی شد. این مراسم در آذر ۱۳۹۶ در تالار خلیج فارس بنیاد آفرینش‌های هنری نیاوران برگزار شد.

## آثار
- برخی از همکاری‌های وی در زمینه ضبط و صدابرداری آثار، دکلمه‌ها و فیلم‌های هنرمندان ایران قبل از انقلاب اسلامی

| نام هنرمند | نام هنرمند    | نام هنرمند    | نام هنرمند    | نام هنرمند   | نام هنرمند     |
| ---------- | ------------- | ------------- | ------------- | ------------ | -------------- |
| واروژان    | ابی           | گوگوش         | داریوش اقبالی | عارف         | حسن شماعی زاده |
| ستار       | فرامرز اصلانی | فریدون فرخزاد | هایده         | شهرام شب‌پره  | فریدون فروغی   |
| حمیرا      | مهستی         | اردلان سرفراز | شهبال شب‌پره   | منصور تهرانی | عماد رام       |

- برخی از همکاری‌های وی در زمینه ضبط و صدابرداری آثار، دکلمه‌ها، موسیقی فیلم‌ها و سریال‌های هنرمندان ایران بعد از انقلاب اسلامی

| نام هنرمند    | نام هنرمند   | نام هنرمند   | نام هنرمند      | نام هنرمند    | نام هنرمند     | نام هنرمند              | نام هنرمند       | نام هنرمند       |  |
| ------------- | ------------ | ------------ | --------------- | ------------- | -------------- | ----------------------- | ---------------- | ---------------- |  |
| بابک بیات     | علیرضا عصار  | محمد اصفهانی | احمد شاملو      | ناصر چشم‌آذر   | حبیب           | سعید حضرتی              | سیدمحمد میرزمانی | بهنام صبوحی      |  |
| ناصر عبداللهی | خسرو شکیبایی | محمد نوری    | محمد رضا شجریان | شهرام ناظری   | علیرضا افتخاری | محمد سریر               | فردین خلعتبری    | آندره آرزومانیان |  |
| کامکارها      | مجید انتظامی | جمشید مشایخی | شادمهر عقیلی    | کارن همایونفر | اصغر فرهادی    | پیروز ارجمند تاج الدینی | محمدمهدی گورنگی  | ستار اورکی       |  |